# C'est pas moi (film)
Ne doit pas être confondu avec C'est pas moi !.
Pour plus de détails, voir Fiche technique et Distribution.
C'est pas moi est un drame expérimental français écrit et réalisé par Leos Carax, sorti en 2024.
Il est sélectionné en section Cannes Première au Festival de Cannes 2024.

## Synopsis
Leos Carax parle de sa vie, du cinéma, le sien et celui des autres, de la puissance des images qui l'ont marqué. Il critique et met en lumière toute forme d'image.

## Fiche technique
Sauf indication contraire, les informations mentionnées dans cette section peuvent être confirmées par la base de données cinématographiques IMDb,  présente dans la section « Liens externes ».
- Titre original et francophone : C'est pas moi
- Réalisation et scénario : Leos Carax
- Décors : Florian Sanson
- Costumes : Pascaline Chavanne
- Photographie : Caroline Champetier
- Production : Charles Gilibert
- Sociétés de production : CG Cinéma, Arte France, Scala Films
- Société de distribution : Les Films du Losange
- Pays de production :  France
- Langue originale : français
- Format : couleur
- Durée : 41 minutes
- Dates de sortie :
  - France : 18 mai 2024 (Festival de Cannes), 12 juin 2024 (sortie nationale)

## Distribution
- Denis Lavant : Monsieur Merde
- Leos Carax : la voix off / lui-même
- Nastya Golubeva Carax : Nastya, la fille de Leos (archives) / la pianiste
- Katerina Golubeva : elle-même (archives)

## Production

### Genèse et développement
Le projet n'a été annoncé qu'une fois le tournage achevé, en mai 2023. Le communiqué de presse alors publié par la production insiste sur le côté personnel du film, « écrit à la première personne » et « tourné avec la fidèle équipe de l'auteur ». Leos Carax y retrouve notamment deux chefs de poste ayant travaillé sur ses deux derniers films Annette et Holy Motors : la directrice de la photographie Caroline Champetier et le chef décorateur Florian Sanson.
Le film a pour origine une commande par le centre Pompidou d’un court-métrage destiné à une exposition qui n’a finalement pas eu lieu. Le centre d'art avait posé la question qu’il pose régulièrement à des artistes ou cinéastes : « Où en êtes-vous, Leos Carax ? ».

## Sortie

### Accueil critique
En France, le site Allociné propose une moyenne de 3,7⁄5, d'après l'interprétation de 18 critiques de presse.

## Distinction

### Sélection
- Festival de Cannes 2024 : Cannes Première